# Mučibaba
Mučibaba (cyr. Мучибаба) – wieś w Serbii, w okręgu zajeczarskim, w gminie Knjaževac. W 2011 roku liczyła 62 mieszkańców.